# 2006-os WTA-szezon
Az alábbi táblázat a 2006-os WTA-tenisztornák eredményeit foglalja össze. Justine Henin nyerte a legtöbb, szám szerint hat tornát az évben.

## Az év kiemelkedő magyar eredményei
Szávay Ágnes párosban döntőt játszott Bogotában.

## Január
| Időpont    | Torna                                                       | Kategória  | Győztes                                  | Ellenfél a döntőben  | Elődöntősök                           | Negyeddöntősök                                                                |
| ---------- | ----------------------------------------------------------- | ---------- | ---------------------------------------- | -------------------- | ------------------------------------- | ----------------------------------------------------------------------------- |
| Január 2.  | MAW Hardcourts Gold Coast, Ausztrália                       | Tier III   | Lucie Šafářová 6-3, 3-6, 7-5             | Flavia Pennetta      | Gyinara Szafina Martina Hingis        | Patty Schnyder Anabel Medina Garrigues Tatiana Golovin Nuria Llagostera Vives |
| Január 2.  | MAW Hardcourts Gold Coast, Ausztrália                       | Tier III   | Szafina / Shaughnessy 6-2, 6-3           | Black / Stubbs       | Gyinara Szafina Martina Hingis        | Patty Schnyder Anabel Medina Garrigues Tatiana Golovin Nuria Llagostera Vives |
| Január 2.  | ASB Classic Auckland, Új-Zéland                             | Tier IV    | Marion Bartoli 6-2, 6-2                  | Vera Zvonarjova      | Nadia Petrova Daniela Hantuchová      | Kristina Brandi Julia Schruff Marija Kirilenko Tzipora Obziler                |
| Január 2.  | ASB Classic Auckland, Új-Zéland                             | Tier IV    | Likhovtseva / Zvonarjova 6-3, 6-4        | Loit / Strýcová      | Nadia Petrova Daniela Hantuchová      | Kristina Brandi Julia Schruff Marija Kirilenko Tzipora Obziler                |
| Január 9.  | Medibank International Sydney, Ausztrália                   | Tier II    | Justine Henin 4-6, 7-5, 7-5              | Francesca Schiavone  | Nicole Vaidišová Szvetlana Kuznyecova | Kim Clijsters Daniela Hantuchová Nadia Petrova Ana Ivanović                   |
| Január 9.  | Medibank International Sydney, Ausztrália                   | Tier II    | Morariu / Stubbs 6-3, 5-7, 6-2           | Pascual / Suárez     | Nicole Vaidišová Szvetlana Kuznyecova | Kim Clijsters Daniela Hantuchová Nadia Petrova Ana Ivanović                   |
| Január 9.  | Richard Luton Properties International Canberra, Ausztrália | Tier IV    | Anabel Medina Garrigues 6-3, 7-6(3)      | Yoon Jeong Cho       | Sahar Peér Catalina Castano           | Ekaterina Bychkova Aiko Nakamura Julia Schruff Czink Melinda                  |
| Január 9.  | Richard Luton Properties International Canberra, Ausztrália | Tier IV    | Domachowska / Vinci 7-6(5), 6-3          | Curran / Dekmeijere  | Sahar Peér Catalina Castano           | Ekaterina Bychkova Aiko Nakamura Julia Schruff Czink Melinda                  |
| Január 9.  | Moorilla Hobart International Hobart, Ausztrália            | Tier IV    | Michaëlla Krajicek 6-2, 6-1              | Iveta Benešová       | Jelena Kostanić Mara Santangelo       | Aljona Bondarenko Laura Granville Amy Frazier Jill Craybas                    |
| Január 9.  | Moorilla Hobart International Hobart, Ausztrália            | Tier IV    | Loit / Pratt 6-2, 6-1                    | Craybas / Kostanić   | Jelena Kostanić Mara Santangelo       | Aljona Bondarenko Laura Granville Amy Frazier Jill Craybas                    |
| Január 16. | 2006-os Australian Open Melbourne, Ausztrália               | Grand Slam | Amélie Mauresmo 6-1, 2-0 ret.            | Justine Henin        | Marija Sarapova Kim Clijsters         | Lindsay Davenport Nadia Petrova Patty Schnyder Martina Hingis                 |
| Január 16. | 2006-os Australian Open Melbourne, Ausztrália               | Grand Slam | Jen / Csie 2-6, 7-6(7), 6-3              | Raymond / Stosur     | Marija Sarapova Kim Clijsters         | Lindsay Davenport Nadia Petrova Patty Schnyder Martina Hingis                 |
| Január 16. | 2006-os Australian Open Melbourne, Ausztrália               | Grand Slam | Vegyes páros: Bhupathi / Hingis 6-3, 6-3 | Nestor / Likhovtseva | Marija Sarapova Kim Clijsters         | Lindsay Davenport Nadia Petrova Patty Schnyder Martina Hingis                 |
| Január 30. | Toray Pan Pacific Open Tokió, Japán                         | Tier I     | Jelena Gyementyjeva 6-2, 6-0             | Martina Hingis       | Marija Sarapova Anastasia Myskina     | Samantha Stosur Marija Kirilenko Elena Likhovtseva Nicole Vaidišová           |
| Január 30. | Toray Pan Pacific Open Tokió, Japán                         | Tier I     | Raymond / Stosur 6-2, 6-1                | Black / Stubbs       | Marija Sarapova Anastasia Myskina     | Samantha Stosur Marija Kirilenko Elena Likhovtseva Nicole Vaidišová           |

## Február
| Időpont     | Torna                                                       | Kategória | Győztes                              | Ellenfél a döntőben            | Elődöntősök                             | Negyeddöntősök                                                         |
| ----------- | ----------------------------------------------------------- | --------- | ------------------------------------ | ------------------------------ | --------------------------------------- | ---------------------------------------------------------------------- |
| Február 6.  | Open Gaz de France Párizs, Franciaország                    | Tier II   | Amélie Mauresmo 6-1, 7-6(2)          | Mary Pierce                    | Tatiana Golovin Patty Schnyder          | Gyinara Szafina Nadia Petrova Jelena Gyementyjeva Émilie Loit          |
| Február 6.  | Open Gaz de France Párizs, Franciaország                    | Tier II   | Loit / Peschke 7-6(5), 6-4           | Black / Stubbs                 | Tatiana Golovin Patty Schnyder          | Gyinara Szafina Nadia Petrova Jelena Gyementyjeva Émilie Loit          |
| Február 6.  | Pattaya Women's Open Pattaja, Thaiföld                      | Tier IV   | Sahar Peér 6-3, 6-1                  | Jelena Kostanić                | Sybille Bammer Nuria Llagostera Vives   | Czink Melinda Lourdes Domínguez Lino Catalina Castano Emma Laine       |
| Február 6.  | Pattaya Women's Open Pattaja, Thaiföld                      | Tier IV   | Li / Szun 3-6, 6-1, 7-6(5)           | Jen / Csie                     | Sybille Bammer Nuria Llagostera Vives   | Czink Melinda Lourdes Domínguez Lino Catalina Castano Emma Laine       |
| Február 13. | Proximus Diamond Games Antwerpen, Belgium                   | Tier II   | Amélie Mauresmo 3-6, 6-3, 6-3        | Kim Clijsters                  | Jelena Gyementyjeva Nadia Petrova       | Gyinara Szafina Eleni Daniilidou Olga Szavcsuk Patty Schnyder          |
| Február 13. | Proximus Diamond Games Antwerpen, Belgium                   | Tier II   | Szafina / Srebotnik 6-2, 6-1         | Foretz / Krajicek              | Jelena Gyementyjeva Nadia Petrova       | Gyinara Szafina Eleni Daniilidou Olga Szavcsuk Patty Schnyder          |
| Február 13. | Bangalore Open Bangalore, India                             | Tier III  | Mara Santangelo 3-6, 7-6(5), 6-3     | Jelena Kostanić                | Vania King Czink Melinda                | Camille Pin Yuliana Fedak Aljona Bondarenko Maria Elena Camerin        |
| Február 13. | Bangalore Open Bangalore, India                             | Tier III  | Huber / Mirza 6-3, 6-3               | Rodionova / Vesnina            | Vania King Czink Melinda                | Camille Pin Yuliana Fedak Aljona Bondarenko Maria Elena Camerin        |
| Február 20. | Dubai Duty Free Women's Open Dubaj, Egyesült Arab Emírségek | Tier II   | Justine Henin 7-5, 6-2               | Marija Sarapova                | Szvetlana Kuznyecova Lindsay Davenport  | Amélie Mauresmo Francesca Schiavone Martina Hingis Marija Kirilenko    |
| Február 20. | Dubai Duty Free Women's Open Dubaj, Egyesült Arab Emírségek | Tier II   | Peschke / Schiavone 3-6, 7-6(1), 6-3 | Szvetlana Kuznyecova / Petrova | Szvetlana Kuznyecova Lindsay Davenport  | Amélie Mauresmo Francesca Schiavone Martina Hingis Marija Kirilenko    |
| Február 20. | Cellular South Cup Memphis, Amerikai Egyesült Államok       | Tier III  | Sofia Arvidsson 6-2, 2-6, 6-3        | Marta Domachowska              | Jill Craybas Amy Frazier                | Lilia Osterloh Laura Granville Caroline Wozniacki Shenay Perry         |
| Február 20. | Cellular South Cup Memphis, Amerikai Egyesült Államok       | Tier III  | Raymond / Stosur 7-6(2), 6-3         | Azarenka / Wozniacki           | Jill Craybas Amy Frazier                | Lilia Osterloh Laura Granville Caroline Wozniacki Shenay Perry         |
| Február 20. | Copa Colsanitas Bogotá, Kolumbia                            | Tier III  | Lourdes Domínguez 7-6(3), 6-4        | Flavia Pennetta                | María Sánchez Lorenzo Ľudmila Cervanová | Bethanie Mattek Catalina Castano Émilie Loit Gisela Dulko              |
| Február 20. | Copa Colsanitas Bogotá, Kolumbia                            | Tier III  | Dulko / Pennetta 7-6(1), 6-1         | Szávay / Wöhr                  | María Sánchez Lorenzo Ľudmila Cervanová | Bethanie Mattek Catalina Castano Émilie Loit Gisela Dulko              |
| Február 27. | Qatar Total Open Doha, Katar                                | Tier II   | Nadia Petrova 6-3, 7-5               | Amélie Mauresmo                | Martina Hingis Szugijama Ai             | Roberta Vinci Szvetlana Kuznyecova Julia Schruff Li Na                 |
| Február 27. | Qatar Total Open Doha, Katar                                | Tier II   | Hantuchová / Szugijama 6-4, 6-4      | Li / Szun                      | Martina Hingis Szugijama Ai             | Roberta Vinci Szvetlana Kuznyecova Julia Schruff Li Na                 |
| Február 27. | Abierto Mexicano Telcel Acapulco, Mexikó                    | Tier III  | Anna-Lena Grönefeld 6-1, 4-6, 6-2    | Flavia Pennetta                | Maret Ani Émilie Loit                   | María José Martínez Laura Pous Tio Natalia Gussoni Meghann Shaughnessy |
| Február 27. | Abierto Mexicano Telcel Acapulco, Mexikó                    | Tier III  | Grönefeld / Shaughnessy 6-1, 6-3     | Asagoe / Loit                  | Maret Ani Émilie Loit                   | María José Martínez Laura Pous Tio Natalia Gussoni Meghann Shaughnessy |

## Március
| Időpont     | Torna                                                     | Kategória | Győztes                       | Ellenfél a döntőben   | Elődöntősök                     | Negyeddöntősök                                                |
| ----------- | --------------------------------------------------------- | --------- | ----------------------------- | --------------------- | ------------------------------- | ------------------------------------------------------------- |
| Március 6.  | Pacific Life Open Indian Wells, Amerikai Egyesült Államok | Tier I    | Marija Sarapova 6-1, 6-2      | Jelena Gyementyjeva   | Justine Henin Martina Hingis    | Gisela Dulko Ana Ivanović Anna-Lena Grönefeld Gyinara Szafina |
| Március 6.  | Pacific Life Open Indian Wells, Amerikai Egyesült Államok | Tier I    | Raymond / Stosur 6-2, 7-5     | Pascual / Shaughnessy | Justine Henin Martina Hingis    | Gisela Dulko Ana Ivanović Anna-Lena Grönefeld Gyinara Szafina |
| Március 20. | NASDAQ-100 Open Miami, Amerikai Egyesült Államok          | Tier I    | Szvetlana Kuznyecova 6-4, 6-3 | Marija Sarapova       | Amélie Mauresmo Tatiana Golovin | Nadia Petrova Szugijama Ai Anastasia Myskina Cseng Csie       |
| Március 20. | NASDAQ-100 Open Miami, Amerikai Egyesült Államok          | Tier I    | Raymond / Stosur 6-4, 7-5     | Huber / Navratilova   | Amélie Mauresmo Tatiana Golovin | Nadia Petrova Szugijama Ai Anastasia Myskina Cseng Csie       |

## Április
| Időpont     | Torna                                                                | Kategória | Győztes                        | Ellenfél a döntőben   | Elődöntősök                         | Negyeddöntősök                                                         |
| ----------- | -------------------------------------------------------------------- | --------- | ------------------------------ | --------------------- | ----------------------------------- | ---------------------------------------------------------------------- |
| Április 3.  | Bausch & Lomb Championships Amelia Island, Amerikai Egyesült Államok | Tier II   | Nadia Petrova 6-4, 6-4         | Francesca Schiavone   | Lucie Šafářová Szvetlana Kuznyecova | Virginia Ruano Pascual Jill Craybas Anna-Lena Grönefeld Patty Schnyder |
| Április 3.  | Bausch & Lomb Championships Amelia Island, Amerikai Egyesült Államok | Tier II   | Asagoe / Srebotnik 6-2, 6-4    | Huber / Mirza         | Lucie Šafářová Szvetlana Kuznyecova | Virginia Ruano Pascual Jill Craybas Anna-Lena Grönefeld Patty Schnyder |
| Április 10. | Family Circle Cup Charleston, Amerikai Egyesült Államok              | Tier I    | Nadia Petrova 6-3, 4-6, 6-1    | Patty Schnyder        | Justine Henin Anna-Lena Grönefeld   | Gyinara Szafina Nathalie Dechy Szvetlana Kuznyecova Catalina Castano   |
| Április 10. | Family Circle Cup Charleston, Amerikai Egyesült Államok              | Tier I    | Raymond / Stosur 3-6, 6-1, 6-1 | Pascual / Shaughnessy | Justine Henin Anna-Lena Grönefeld   | Gyinara Szafina Nathalie Dechy Szvetlana Kuznyecova Catalina Castano   |

## Május
| Időpont   | Torna                                                  | Kategória  | Győztes                              | Ellenfél a döntőben    | Elődöntősök                             | Negyeddöntősök                                                         |
| --------- | ------------------------------------------------------ | ---------- | ------------------------------------ | ---------------------- | --------------------------------------- | ---------------------------------------------------------------------- |
| Május 1.  | J&S Cup Varsó, Lengyelország                           | Tier II    | Kim Clijsters 7-5, 6-2               | Szvetlana Kuznyecova   | Jelena Gyementyjeva Anna Csakvetadze    | Francesca Schiavone Agnieszka Radwańska Venus Williams Ana Ivanović    |
| Május 1.  | J&S Cup Varsó, Lengyelország                           | Tier II    | Likhovtseva / Myskina 6-3, 6-4       | Garrigues / Srebotnik  | Jelena Gyementyjeva Anna Csakvetadze    | Francesca Schiavone Agnieszka Radwańska Venus Williams Ana Ivanović    |
| Május 1.  | Estoril Open Estoril, Portugália                       | Tier IV    | Cseng Csie 6-7(5), 7-5 ret.          | Li Na                  | Flavia Pennetta Émilie Loit             | Eleni Daniilidou Zuzana Ondrášková Lourdes Domínguez Lino Gisela Dulko |
| Május 1.  | Estoril Open Estoril, Portugália                       | Tier IV    | Li / Szun 6-2, 6-2                   | Dulko / Lorenzo        | Flavia Pennetta Émilie Loit             | Eleni Daniilidou Zuzana Ondrášková Lourdes Domínguez Lino Gisela Dulko |
| Május 8.  | Qatar Telecom German Open Berlin, Németország          | Tier I     | Nadia Petrova 4-6, 6-4, 7-5          | Justine Henin          | Amélie Mauresmo Li Na                   | Martina Hingis Szvetlana Kuznyecova Patty Schnyder Gyinara Szafina     |
| Május 8.  | Qatar Telecom German Open Berlin, Németország          | Tier I     | Jen / Csie 6-2, 6-3                  | Gyementieva / Pennetta | Amélie Mauresmo Li Na                   | Martina Hingis Szvetlana Kuznyecova Patty Schnyder Gyinara Szafina     |
| Május 8.  | ECM Prague Open Prága, Csehország                      | Tier IV    | Sahar Peér 4-6, 6-2, 6-1             | Samantha Stosur        | Kaia Kanepi Peng Suaj                   | Maria Elena Camerin Aljona Bondarenko Émilie Loit Magdaléna Rybáriková |
| Május 8.  | ECM Prague Open Prága, Csehország                      | Tier IV    | Bartoli / Peér 6-4, 6-4              | Harkleroad / Mattek    | Kaia Kanepi Peng Suaj                   | Maria Elena Camerin Aljona Bondarenko Émilie Loit Magdaléna Rybáriková |
| Május 15. | Telecom Italia Masters Róma, Olaszország               | Tier I     | Martina Hingis 6-2, 7-5              | Gyinara Szafina        | Venus Williams Szvetlana Kuznyecova     | Flavia Pennetta Jelena Janković Romina Oprandi Jelena Gyementyjeva     |
| Május 15. | Telecom Italia Masters Róma, Olaszország               | Tier I     | Hantuchová / Szugijama 3-6, 6-3, 6-1 | Peschke / Schiavone    | Venus Williams Szvetlana Kuznyecova     | Flavia Pennetta Jelena Janković Romina Oprandi Jelena Gyementyjeva     |
| Május 15. | GP SAR La Princess Lalla Meryem Rabat, Marokkó         | Tier IV    | Meg Shaughnessy 6-2, 3-6, 6-3        | Martina Suchá          | Jen Ce Aljona Bondarenko                | Czink Melinda Émilie Loit Hana Šromová Anne Kremer                     |
| Május 15. | GP SAR La Princess Lalla Meryem Rabat, Marokkó         | Tier IV    | Jen / Csie 6-1, 6-3                  | Harkleroad / Mattek    | Jen Ce Aljona Bondarenko                | Czink Melinda Émilie Loit Hana Šromová Anne Kremer                     |
| Május 22. | Internationaux de Strasbourg Strasbourg, Franciaország | Tier III   | Nicole Vaidišová 7-6(7), 6-3         | Peng Suaj              | Jelena Janković Anabel Medina Garrigues | Martina Müller Elena Vesnina Li Na Cseng Csie                          |
| Május 22. | Internationaux de Strasbourg Strasbourg, Franciaország | Tier III   | Huber / Navratilova 6-2, 7-6(1)      | Müller / Vanc          | Jelena Janković Anabel Medina Garrigues | Martina Müller Elena Vesnina Li Na Cseng Csie                          |
| Május 22. | Istanbul Cup Isztambul, Törökország                    | Tier III   | Sahar Peér 1-6, 6-3, 7-6(3)          | Anastasia Myskina      | Michaëlla Krajicek Anna-Lena Grönefeld  | Catalina Castano Anastasiya Yakimova Mara Santangelo Karolina Šprem    |
| Május 22. | Istanbul Cup Isztambul, Törökország                    | Tier III   | Bondarenko / Yakimova 6-2, 6-4       | Mirza / Molik          | Michaëlla Krajicek Anna-Lena Grönefeld  | Catalina Castano Anastasiya Yakimova Mara Santangelo Karolina Šprem    |
| Május 29. | 2006-os Roland Garros Párizs, Franciaország            | Grand Slam | Justine Henin 6-4, 6-4               | Szvetlana Kuznyecova   | Nicole Vaidišová Kim Clijsters          | Venus Williams Gyinara Szafina Anna-Lena Grönefeld Martina Hingis      |
| Május 29. | 2006-os Roland Garros Párizs, Franciaország            | Grand Slam | Raymond / Stosur 6-3, 6-2            | Hantuchová / Szugijama | Nicole Vaidišová Kim Clijsters          | Venus Williams Gyinara Szafina Anna-Lena Grönefeld Martina Hingis      |
| Május 29. | 2006-os Roland Garros Párizs, Franciaország            | Grand Slam | Zimonjić / Srebotnik 6-3, 6-4        | Nestor / Likhovtseva   | Nicole Vaidišová Kim Clijsters          | Venus Williams Gyinara Szafina Anna-Lena Grönefeld Martina Hingis      |

## Június
| Időpont    | Torna                                                                    | Kategória  | Győztes                         | Ellenfél a döntőben  | Elődöntősök                          | Negyeddöntősök                                                           |
| ---------- | ------------------------------------------------------------------------ | ---------- | ------------------------------- | -------------------- | ------------------------------------ | ------------------------------------------------------------------------ |
| Június 12. | DFS Classic Birmingham, Egyesült Királyság                               | Tier III   | Vera Zvonarjova 7-6(12), 7-6(5) | Jamea Jackson        | Marija Sarapova Meilen Tu            | Mara Santangelo Elena Likhovtseva Marion Bartoli Francesca Schiavone     |
| Június 12. | DFS Classic Birmingham, Egyesült Királyság                               | Tier III   | Janković / Li 6-2, 6-4          | Craybas / Huber      | Marija Sarapova Meilen Tu            | Mara Santangelo Elena Likhovtseva Marion Bartoli Francesca Schiavone     |
| Június 19. | The Hastings Direct Intl Cham'ships Eastbourne, Egyesült Királyság       | Tier II    | Justine Henin 4-6, 6-1, 7-6(5)  | Anastasia Myskina    | Szvetlana Kuznyecova Kim Clijsters   | Nathalie Dechy Anna-Lena Grönefeld Elena Likhovtseva Francesca Schiavone |
| Június 19. | The Hastings Direct Intl Cham'ships Eastbourne, Egyesült Királyság       | Tier II    | Kuznyecova / Mauresmo 6-2, 6-4  | Huber / Navratilova  | Szvetlana Kuznyecova Kim Clijsters   | Nathalie Dechy Anna-Lena Grönefeld Elena Likhovtseva Francesca Schiavone |
| Június 19. | Ordina Open 's-Hertogenbosch, Hollandia                                  | Tier III   | Michaëlla Krajicek 6-3, 6-4     | Gyinara Szafina      | Jelena Gyementyjeva Eleni Daniilidou | Ana Ivanović Jelena Janković Paola Suárez Brenda Schultz-McCarthy        |
| Június 19. | Ordina Open 's-Hertogenbosch, Hollandia                                  | Tier III   | Jen / Csie 3-6, 6-2, 6-2        | Ivanović / Kirilenko | Jelena Gyementyjeva Eleni Daniilidou | Ana Ivanović Jelena Janković Paola Suárez Brenda Schultz-McCarthy        |
| Június 26. | 2006-os wimbledoni teniszbajnokság Wimbledon, London, Egyesült Királyság | Grand Slam | Amélie Mauresmo 2-6, 6-3, 6-4   | Justine Henin        | Marija Sarapova Kim Clijsters        | Anastasia Myskina Jelena Gyementyjeva Séverine Brémond Li Na             |
| Június 26. | 2006-os wimbledoni teniszbajnokság Wimbledon, London, Egyesült Királyság | Grand Slam | Jen / Csie 6-3, 3-6, 6-2        | Pascual / Suárez     | Marija Sarapova Kim Clijsters        | Anastasia Myskina Jelena Gyementyjeva Séverine Brémond Li Na             |
| Június 26. | 2006-os wimbledoni teniszbajnokság Wimbledon, London, Egyesült Királyság | Grand Slam | Ram / Zvonarjova 6-3, 6-2       | Bryan / V. Williams  | Marija Sarapova Kim Clijsters        | Anastasia Myskina Jelena Gyementyjeva Séverine Brémond Li Na             |

## Július
| Időpont    | Torna                                                                  | Kategória | Győztes                           | Ellenfél a döntőben     | Elődöntősök                       | Negyeddöntősök                                                   |
| ---------- | ---------------------------------------------------------------------- | --------- | --------------------------------- | ----------------------- | --------------------------------- | ---------------------------------------------------------------- |
| Július 17. | W&S Financial Group Women's Open Cincinnati, Amerikai Egyesült Államok | Tier III  | Vera Zvonarjova 6-2, 6-4          | Katarina Srebotnik      | Patty Schnyder Serena Williams    | Sania Mirza Marion Bartoli Jelena Janković Amy Frazier           |
| Július 17. | W&S Financial Group Women's Open Cincinnati, Amerikai Egyesült Államok | Tier III  | Camerin / Dulko 6-4, 3-6, 6-2     | Domachowska / Mirza     | Patty Schnyder Serena Williams    | Sania Mirza Marion Bartoli Jelena Janković Amy Frazier           |
| Július 17. | Internazionali Femminili di Palermo Palermo, Olaszország               | Tier IV   | Anabel Medina Garrigues 6-4, 6-4  | Tathiana Garbin         | Roberta Vinci Lucie Šafářová      | Julia Schruff Aravane Rezai María José Martínez Karin Knapp      |
| Július 17. | Internazionali Femminili di Palermo Palermo, Olaszország               | Tier IV   | Husárová / Krajicek 6-0, 6-0      | Canepa / Gabba          | Roberta Vinci Lucie Šafářová      | Julia Schruff Aravane Rezai María José Martínez Karin Knapp      |
| Július 24. | Bank of the West Classic Stanford, Amerikai Egyesült Államok           | Tier II   | Kim Clijsters 6-4, 6-2            | Patty Schnyder          | Nicole Vaidišová Tatiana Golovin  | Vera Zvonarjova Samantha Stosur Anna-Lena Grönefeld Jill Craybas |
| Július 24. | Bank of the West Classic Stanford, Amerikai Egyesült Államok           | Tier II   | Grönefeld / Peér 6-1, 6-4         | Camerin / Dulko         | Nicole Vaidišová Tatiana Golovin  | Vera Zvonarjova Samantha Stosur Anna-Lena Grönefeld Jill Craybas |
| Július 24. | Budapest Grand Prix Budapest, Magyarország                             | Tier IV   | Anna Smashnova 6-1, 6-3           | Lourdes Domínguez       | Martina Müller Michaëlla Krajicek | Catalina Castano Eva Birnerová Romina Oprandi Sara Errani        |
| Július 24. | Budapest Grand Prix Budapest, Magyarország                             | Tier IV   | Husárová / Krajicek 4-6, 6-4, 6-4 | Hradecká / Voráčová     | Martina Müller Michaëlla Krajicek | Catalina Castano Eva Birnerová Romina Oprandi Sara Errani        |
| Július 31. | Acura Classic San Diego, Amerikai Egyesült Államok                     | Tier I    | Marija Sarapova 7-5, 7-5          | Kim Clijsters           | Nicole Vaidišová Patty Schnyder   | Martina Hingis Anna Csakvetadze Jelena Gyementyjeva Mary Pierce  |
| Július 31. | Acura Classic San Diego, Amerikai Egyesült Államok                     | Tier I    | Black / Stubbs 6-2, 6-2           | Grönefeld / Shaughnessy | Nicole Vaidišová Patty Schnyder   | Martina Hingis Anna Csakvetadze Jelena Gyementyjeva Mary Pierce  |

## Augusztus
| Időpont       | Torna                                                                    | Kategória  | Győztes                             | Ellenfél a döntőben    | Elődöntősök                                | Negyeddöntősök                                                        |
| ------------- | ------------------------------------------------------------------------ | ---------- | ----------------------------------- | ---------------------- | ------------------------------------------ | --------------------------------------------------------------------- |
| Augusztus 7.  | JPMorgan Chase Open Los Angeles, Amerikai Egyesült Államok               | Tier II    | Jelena Gyementyjeva 6-3, 4-6, 6-4   | Jelena Janković        | Marija Sarapova Serena Williams            | Gyinara Szafina Bethanie Mattek Ana Ivanović Meghann Shaughnessy      |
| Augusztus 7.  | JPMorgan Chase Open Los Angeles, Amerikai Egyesült Államok               | Tier II    | Pascual / Suárez 6-3, 6-4           | Hantuchová / Szugijama | Marija Sarapova Serena Williams            | Gyinara Szafina Bethanie Mattek Ana Ivanović Meghann Shaughnessy      |
| Augusztus 7.  | Nordea Nordic Light Open Stockholm, Svédország                           | Tier IV    | Cseng Csie 6-4, 6-1                 | Anastasia Myskina      | Sofia Arvidsson Cvetana Pironkova          | Martina Suchá Eva Birnerová Caroline Wozniacki Li Na                  |
| Augusztus 7.  | Nordea Nordic Light Open Stockholm, Svédország                           | Tier IV    | Birnerová / Gajdošová 0-6, 6-4, 6-2 | Jen / Csie             | Sofia Arvidsson Cvetana Pironkova          | Martina Suchá Eva Birnerová Caroline Wozniacki Li Na                  |
| Augusztus 14. | Rogers Cup Montréal, Kanada                                              | Tier I     | Ana Ivanović 6-2, 6-3               | Martina Hingis         | Gyinara Szafina Anna Csakvetadze           | Katarina Srebotnik Nicole Pratt Szvetlana Kuznyecova Sahar Peér       |
| Augusztus 14. | Rogers Cup Montréal, Kanada                                              | Tier I     | Navratilova / Petrova 6-1, 6-2      | Black / Grönefeld      | Gyinara Szafina Anna Csakvetadze           | Katarina Srebotnik Nicole Pratt Szvetlana Kuznyecova Sahar Peér       |
| Augusztus 21. | Pilot Pen Tennis New Haven, Amerikai Egyesült Államok                    | Tier II    | Justine Henin 6-0, 1-0 ret.         | Lindsay Davenport      | Samantha Stosur Szvetlana Kuznyecova       | Amélie Mauresmo Marion Bartoli Jelena Gyementyjeva Mara Santangelo    |
| Augusztus 21. | Pilot Pen Tennis New Haven, Amerikai Egyesült Államok                    | Tier II    | Jen / Csie 6-4, 6-2                 | Raymond / Stosur       | Samantha Stosur Szvetlana Kuznyecova       | Amélie Mauresmo Marion Bartoli Jelena Gyementyjeva Mara Santangelo    |
| Augusztus 21. | 2006 Forest Hills Tennis Classic Forest Hills, Amerikai Egyesült Államok | Tier IV    | Meg Shaughnessy 1-6, 6-0, 6-4       | Anna Smashnova         | Lourdes Domínguez Lino Maria Elena Camerin | Elena Vesnina Sania Mirza Martina Suchá Séverine Brémond              |
| Augusztus 28. | 2006-os US Open Flushing Meadows, New York, Amerikai Egyesült Államok    | Grand Slam | Marija Sarapova 6-4, 6-4            | Justine Henin          | Amélie Mauresmo Jelena Janković            | Gyinara Szafina Tatiana Golovin Jelena Gyementyjeva Lindsay Davenport |
| Augusztus 28. | 2006-os US Open Flushing Meadows, New York, Amerikai Egyesült Államok    | Grand Slam | Dechy / Zvonarjova 7-6(5), 7-5      | Szafina / Srebotnik    | Amélie Mauresmo Jelena Janković            | Gyinara Szafina Tatiana Golovin Jelena Gyementyjeva Lindsay Davenport |
| Augusztus 28. | 2006-os US Open Flushing Meadows, New York, Amerikai Egyesült Államok    | Grand Slam | Bryan / Navratilova 6-2, 6-3        | Damm / Peschke         | Amélie Mauresmo Jelena Janković            | Gyinara Szafina Tatiana Golovin Jelena Gyementyjeva Lindsay Davenport |

## Szeptember
| Időpont        | Torna                                                   | Kategória | Győztes                           | Ellenfél a döntőben     | Elődöntősök                           | Negyeddöntősök                                                      |
| -------------- | ------------------------------------------------------- | --------- | --------------------------------- | ----------------------- | ------------------------------------- | ------------------------------------------------------------------- |
| Szeptember 11. | Wismilak International Bali, Indonézia                  | Tier III  | Szvetlana Kuznyecova 7-5, 6-2     | Marion Bartoli          | Lindsay Davenport Patty Schnyder      | Séverine Brémond Hana Šromová Olga Poutchkova Czink Melinda         |
| Szeptember 11. | Wismilak International Bali, Indonézia                  | Tier III  | Davenport / Morariu 6-3, 6-4      | Grandin / Musgrave      | Lindsay Davenport Patty Schnyder      | Séverine Brémond Hana Šromová Olga Poutchkova Czink Melinda         |
| Szeptember 18. | China Open Peking, Kína                                 | Tier II   | Szvetlana Kuznyecova 6-4, 6-0     | Amélie Mauresmo         | Jelena Janković Peng Suaj             | Lindsay Davenport Nadia Petrova Szugijama Ai Li Na                  |
| Szeptember 18. | China Open Peking, Kína                                 | Tier II   | Pascual / Suárez 6-2, 6-4         | Csakvetadze / Vesnina   | Jelena Janković Peng Suaj             | Lindsay Davenport Nadia Petrova Szugijama Ai Li Na                  |
| Szeptember 18. | Sunfeast Open Kolkata, India                            | Tier III  | Martina Hingis 6-0, 6-4           | Olga Poutchkova         | Sania Mirza Iroda Tuljaganova         | Tamarine Tanasugarn Aravane Rezai Alberta Brianti Alla Kudryavtseva |
| Szeptember 18. | Sunfeast Open Kolkata, India                            | Tier III  | Huber / Mirza 6-4, 6-0            | Bejhelzimer / Fedak     | Sania Mirza Iroda Tuljaganova         | Tamarine Tanasugarn Aravane Rezai Alberta Brianti Alla Kudryavtseva |
| Szeptember 18. | Banka Koper Slovenia Open Portorož, Szlovénia           | Tier IV   | Tamira Paszek 7-5, 6-1            | Maria Elena Camerin     | Tathiana Garbin Émilie Loit           | Martina Suchá Martina Müller Andreja Klepač Jarmila Gajdošová       |
| Szeptember 18. | Banka Koper Slovenia Open Portorož, Szlovénia           | Tier IV   | Hradecká / Voráčová Walkover      | Birnerová / Loit        | Tathiana Garbin Émilie Loit           | Martina Suchá Martina Müller Andreja Klepač Jarmila Gajdošová       |
| Szeptember 25. | Fortis Championships Luxembourg Luxembourg, Luxembourg  | Tier II   | Aljona Bondarenko 6-3, 6-2        | Francesca Schiavone     | Agnieszka Radwańska Květa Peschke     | Jelena Gyementyjeva Patty Schnyder Gyinara Szafina Nathalie Dechy   |
| Szeptember 25. | Fortis Championships Luxembourg Luxembourg, Luxembourg  | Tier II   | Peschke / Schiavone 2-6, 6-4, 6-1 | Grönefeld / Huber       | Agnieszka Radwańska Květa Peschke     | Jelena Gyementyjeva Patty Schnyder Gyinara Szafina Nathalie Dechy   |
| Szeptember 25. | Guangzhou International Women’s Open Kanton, Kína       | Tier III  | Anna Csakvetadze 6-1, 6-4         | Anabel Medina Garrigues | Jelena Janković Tzipora Obziler       | Alicia Molik Olga Poutchkova Chen Yan-chong Li Na                   |
| Szeptember 25. | Guangzhou International Women’s Open Kanton, Kína       | Tier III  | Li / Szun 6-4, 2-6, 7-5           | King / Kostanić         | Jelena Janković Tzipora Obziler       | Alicia Molik Olga Poutchkova Chen Yan-chong Li Na                   |
| Szeptember 25. | Hansol Korea Open Tennis Championships Szöul, Dél-Korea | Tier IV   | Eleni Daniilidou 6-3, 2-6, 7-6(3) | Szugijama Ai            | Virginia Ruano Pascual Marion Bartoli | Sania Mirza Paola Suárez Akiko Morigami Vera Zvonarjova             |
| Szeptember 25. | Hansol Korea Open Tennis Championships Szöul, Dél-Korea | Tier IV   | Pascual / Suárez 6-2, 6-3         | Chuang / Diaz-Oliva     | Virginia Ruano Pascual Marion Bartoli | Sania Mirza Paola Suárez Akiko Morigami Vera Zvonarjova             |

## Október
| Időpont     | Torna                                            | Kategória | Győztes                              | Ellenfél a döntőben     | Elődöntősök                             | Negyeddöntősök                                                            |
| ----------- | ------------------------------------------------ | --------- | ------------------------------------ | ----------------------- | --------------------------------------- | ------------------------------------------------------------------------- |
| Október 2.  | Porsche Tennis Grand Prix Stuttgart, Németország | Tier II   | Nadia Petrova 6-3, 7-6(4)            | Tatiana Golovin         | Patty Schnyder Szvetlana Kuznyecova     | Michaëlla Krajicek Jelena Gyementyjeva Daniela Hantuchová Jelena Janković |
| Október 2.  | Porsche Tennis Grand Prix Stuttgart, Németország | Tier II   | Raymond / Stosur 6-3, 6-4            | Black / Stubbs          | Patty Schnyder Szvetlana Kuznyecova     | Michaëlla Krajicek Jelena Gyementyjeva Daniela Hantuchová Jelena Janković |
| Október 2.  | Japan Open Tennis Championships Tokió, Japán     | Tier III  | Marion Bartoli 2-6, 6-2, 6-2         | Aiko Nakamura           | Camille Pin Chan Yung-jan               | Namigata Dzsunri Youlia Fedossova Jamea Jackson Szugijama Ai              |
| Október 2.  | Japan Open Tennis Championships Tokió, Japán     | Tier III  | King / Kostanić 7-6(2), 5-7, 6-2     | Chan / Chuang           | Camille Pin Chan Yung-jan               | Namigata Dzsunri Youlia Fedossova Jamea Jackson Szugijama Ai              |
| Október 2.  | Tashkent Open Taskent, Üzbegisztán               | Tier IV   | Szun Tien-tien 6-2, 6-4              | Iroda Tuljaganova       | Viktorija Azarenka Olga Poutchkova      | Maria Elena Camerin Anastasia Rodionova Sania Mirza Kateryna Bondarenko   |
| Október 2.  | Tashkent Open Taskent, Üzbegisztán               | Tier IV   | Azarenka / Pucsek Walkover           | Camerin / Gagliardi     | Viktorija Azarenka Olga Poutchkova      | Maria Elena Camerin Anastasia Rodionova Sania Mirza Kateryna Bondarenko   |
| Október 9.  | Kremlin Cup Moszkva, Oroszország                 | Tier I    | Anna Csakvetadze 6-4, 6-4            | Nadia Petrova           | Nicole Vaidišová Jelena Gyementyjeva    | Amélie Mauresmo Vera Zvonarjova Patty Schnyder Marija Sarapova            |
| Október 9.  | Kremlin Cup Moszkva, Oroszország                 | Tier I    | Peschke / Schiavone 6-4, 6-7(4), 6-1 | Benešová / Voszkobojeva | Nicole Vaidišová Jelena Gyementyjeva    | Amélie Mauresmo Vera Zvonarjova Patty Schnyder Marija Sarapova            |
| Október 9.  | PTT Bangkok Open Bangkok, Thaiföld               | Tier III  | Vania King 2-6, 6-4, 6-4             | Tamarine Tanasugarn     | Séverine Brémond Meghann Shaughnessy    | Sybille Bammer Eleni Daniilidou Jelena Kostanić Aiko Nakamura             |
| Október 9.  | PTT Bangkok Open Bangkok, Thaiföld               | Tier III  | King / Kostanić 7-5, 2-6, 7-5        | Diaz-Oliva / Grandin    | Séverine Brémond Meghann Shaughnessy    | Sybille Bammer Eleni Daniilidou Jelena Kostanić Aiko Nakamura             |
| Október 16. | Zurich Open Zürich, Svájc                        | Tier I    | Marija Sarapova 6-1, 4-6, 6-3        | Daniela Hantuchová      | Szvetlana Kuznyecova Katarina Srebotnik | Amélie Mauresmo Martina Hingis Marija Kirilenko Bacsinszky Tímea          |
| Október 16. | Zurich Open Zürich, Svájc                        | Tier I    | Black / Stubbs 7-5, 7-5              | Huber / Srebotnik       | Szvetlana Kuznyecova Katarina Srebotnik | Amélie Mauresmo Martina Hingis Marija Kirilenko Bacsinszky Tímea          |
| Október 23. | Generali Ladies Linz Linz, Ausztria              | Tier II   | Marija Sarapova 7-5, 6-2             | Nadia Petrova           | Patty Schnyder Nicole Vaidišová         | Ana Ivanović Vera Zvonarjova Jelena Janković Samantha Stosur              |
| Október 23. | Generali Ladies Linz Linz, Ausztria              | Tier II   | Raymond / Stosur 6-3, 6-0            | Morariu / Srebotnik     | Patty Schnyder Nicole Vaidišová         | Ana Ivanović Vera Zvonarjova Jelena Janković Samantha Stosur              |
| Október 30. | Bell Challenge Quebec City, Kanada               | Tier III  | Marion Bartoli 6-0, 6-0              | Olga Poutchkova         | Séverine Brémond Lilia Osterloh         | Jelena Janković Martina Suchá Aleksandra Wozniak Shenay Perry             |
| Október 30. | Bell Challenge Quebec City, Kanada               | Tier III  | Granville / Gullickson 6-3, 6-4      | Craybas / Zsidkova      | Séverine Brémond Lilia Osterloh         | Jelena Janković Martina Suchá Aleksandra Wozniak Shenay Perry             |
| Október 30. | Gaz de France Stars Hasselt, Belgium             | Tier III  | Kim Clijsters 6-3, 3-6, 6-4          | Kaia Kanepi             | Vera Zvonarjova Michaëlla Krajicek      | Sandra Klösel Aravane Rezai Ana Ivanović Francesca Schiavone              |
| Október 30. | Gaz de France Stars Hasselt, Belgium             | Tier III  | Raymond / Stosur 6-2, 6-3            | Daniilidou / Wöhr       | Vera Zvonarjova Michaëlla Krajicek      | Sandra Klösel Aravane Rezai Ana Ivanović Francesca Schiavone              |

## November
| Időpont     | Torna                                        | Kategória                      | Győztes                | Ellenfél a döntőben | Elődöntősök                   | Negyeddöntősök                                                          |
| ----------- | -------------------------------------------- | ------------------------------ | ---------------------- | ------------------- | ----------------------------- | ----------------------------------------------------------------------- |
| November 6. | WTA Tour Championships Madrid, Spanyolország |                                | Justine Henin 6-4, 6-3 | Amélie Mauresmo     | Kim Clijsters Marija Sarapova | Martina Hingis Nagyjia Petrova Szvetlana Kuznyecova Jelena Gyementyjeva |
| November 6. | WTA Tour Championships Madrid, Spanyolország | Raymond / Stosur 3-6, 6-3, 6-3 | Black / Stubbs         |                     | Kim Clijsters Marija Sarapova | Martina Hingis Nagyjia Petrova Szvetlana Kuznyecova Jelena Gyementyjeva |